# 蘚苔学
蘚苔学（せんたいがく、Bryology）は植物学の一分野であり、コケ植物（蘚類・苔類・ツノゴケ類）を研究する学問である。bryon はギリシア語でコケを表す。
蘚苔類が詳細に研究され始めたのは18世紀である。オックスフォード大学の教授であったドイツ人の植物学者ヨハン・ヤーコプ・ディレニウス (Johann Jacob Dillenius) は、1717年に Reproduction of the ferns and mosses.（「シダ植物とコケ植物の生殖」）という論文を発表した。蘚苔学の草分けとなるのはヨハン・ヘートヴィヒ (Johann Hedwig) による研究である。彼は1792年に蘚類の生殖システムを明らかにし (Fundamentum historiae naturalist muscorum)、分類を再編した。
蘚苔学の研究範囲には、蘚苔類の分類、生体指標としての利用、DNAシークエンシング、他の動植物との相互依存性などが含まれる。他にも、ある種の蘚類は食虫植物であることも分かってきた。
蘚苔学の研究の中心はドイツのライン・フリードリヒ・ヴィルヘルム大学ボンとフィンランドのヘルシンキ大学である。

## 採集と標本
コケ植物は、その姿が小型であり、しかも多様な生活環境に生育する種がある。これがカビともなれば野外採集はできず、持ち帰って分離操作をするのだろうが、コケはそのような方法が適用できない。どうしても野外で採集しなければならない。小さなものでは、砂岩の砂粒の間に葉が隠れてしまうようなものもあるから、ルーペは必須である。
したがって、コケ植物の採集家は歩みが遅い。一歩進むごとに樹の肌を見、葉の上を見、枝を見、樹の根元を見、足元を見る。沢であれば岩面の向きの違う場所をずっと見て回り、岩の隙間を探し、草の根元を見、水しぶきのかかるところも見て、その周辺の樹木も見なければならない。素人目には一塊のコケの集団であっても、複数種が交じっていることも普通である。日本の蘚苔類学会のある年に行なわれた観察会では、山間部の渓谷にコースを設定してあったのに、その入り口の駐車場周辺だけで1日を過ごしてしまったとの伝説がある。
その代わりに、標本作製と保存は簡単で、一般には陰干しして、紙に包んでおくだけ（乾燥標本）である。この状態で虫がつくこともほとんど無いと言う。シダや高等植物の押し葉標本が、放置すればあっと言う間にボロボロになるのとは大きな違いである。観察したいときは水に戻すと、ほぼ元の形に回復する。

## コケ植物の研究を行っている組織・機関

### 日本
日本では、いくつかの大学や博物館、研究所でコケ植物に関する研究が行われている。
- 分類・系統・植物地理・生態関係では、以下のものがあげられる。
  - （大学）広島大学、東京大学、高知大学、姫路工業大学、玉川大学、岡山理科大学、南九州大学、慶應義塾大学など
  - （博物館）国立科学博物館、千葉県立中央博物館、兵庫県立人と自然の博物館など
  - （研究所）国立極地研究所、(公財)服部植物研究所など
- 生理・生化学・化学関係では、以下のものがあげられる。
  - （大学）広島大学、熊本大学、徳島文理大学、静岡大学、帯広畜産大学など
  - （研究所）国立極地研究所、国立環境研究所など

また、日本蘚苔類学会がコケ植物を専門に取り扱う学会としてあげられる。

### ドイツ
- ボン大学

## 文献
- Meylania, Zeitschrift für Bryologie und Lichenologie
- Limprichtia, Zeitschrift der Bryologischen Arbeitsgemeinschaft Deutschlands